# Polyptychoides assimilis
Polyptychoides assimilis is een vlinder uit de familie van de pijlstaarten. De soort wordt door sommige auteurs gezien als ondersoort van Polyptychoides grayii. De vlinder komt voor in het zuidwesten van Afrika.